# Chris Ryan

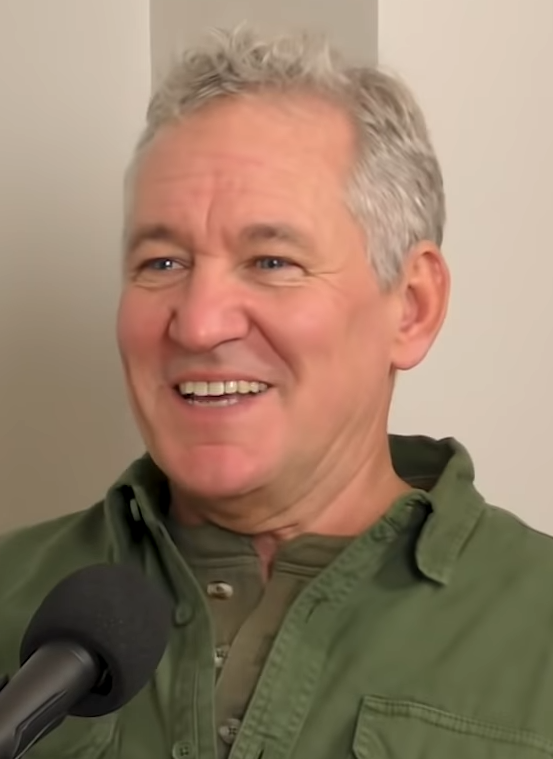
Chris Ryan

Chris Ryan pseudonym, född i Rowlands Gill utanför Newcastle, England 1961, är en brittisk författare och före detta militär, medlem av det brittiska militära elitförbandet Special Air Service fram till 1993. 
Ryan skrev boken Den ende som kom undan som är baserad på hans upplevelser med patrullen Bravo Two Zero som opererade i Irak under Kuwaitkriget. Patrullen sändes in i Irak för att under nattetid slå ut Scudmissiler och även för att bryta kommunikationsförbindelser genom att förstöra optiska kablar ute i öknen. Patrullen upptäcktes dock av en irakisk herde och blev tvungna att ta till flykten. Gruppen fick stridskontakt med irakiska styrkor och fick därför lämna kvar mycket av sin utrustning och provianter. Gruppen splittrades och av den åtta man starka patrullen dog tre man och fyra togs tillfånga och torterades av irakiska styrkor. Av de avlidna dog två av hypotermi och den tredje av fiendens eld. Chris Ryan var den enda som lyckades komma undan och fly de 32 milen till fots för att slutligen nå den syriska gränsen.
I patrullen ingick även Andy McNab som efter att ha lämnat Special Air Service skrev boken "Bravo Two Zero" som även den handlar om uppdraget och hans tid i Irakisk fångenskap.
Chris Ryan har synts i tv-serien "The Hunting Chris Ryan" och i några avsnitt under första säsongen av brittiska tv-serien Ultimate Force där han spelade "Blue troops" gruppledare "Johnny Bell". Chris Ryan var även militär rådgivare under inspelningen av den första säsongen. Chris Ryan har också varit militär rådgivare under utvecklingen av datorspelet "I.G.I-2 Covert Strike".
Ryan har bland annat skrivit "Chris Ryan's S.A.S Fitness Book" och ett antal böcker med fiktiva berättelser, om sergeanten "Geordie Sharp" och dennes uppdrag.